# Каяно Аї
Каяно Аї  (яп. 茅野 愛衣 Каяно Аї, нар. 13 вересня 1987, Токіо)  — японська сейю. В минулому працювала в компанії Pro-Fit, в наш час співпрацює з Office Osawa.
Є лауреатом премії Seiyu Awards 2012 року в номінації на кращу акторку за роль Савави Хійорімі в Princess Resurrection.

## Ролі

### Аніме-серіали
2011
- Yumekui Merry — Ісана Татібана
- Sket Dance — Роман Саотоме
- Ano Hana — Мейко Хомма
- Kamisama no Memo-chou — Аяка Сінодзакі
- Kamisama Dolls — Хібіно Сіба
- Nekogami Yaoyorozu — Сасана Сьосоїн
- Chihayafuru — Канаде Ое
- Ben-To — Уме Сірауме
- Guilty Crown — Інорі Юдзуріха, Мана Ома
- Last Exile: Ginyoku no Fam — Мілія
- Freezing — Віолет ель Бріджит
- Ro-Kyu-Bu! — Тае Місьодзі
- Shakugan no Shana III Final — К'яра Тоскана

2012
- Rinne no Lagrange — Мугінамі
- Mouretsu Pirates — Ай Хосімія
- Aquarion Evol — Міконо Судзусіро
- Medaka Box — Моган Кікайдзіма
- Hyouka — Маяка Ібара
- Suki-tte Ii na yo. — Мей Татібана
- Girls und Panzer — Саорі Такебе
- Sakurasou no Pet na Kanojo — Масіро Сіна
- Tari Tari — Фуміко Мацумото, Томоко Курата
- Ano Natsu de Matteru — Каорі Кіносита
- Kimi to Boku — Ріна Такахасі

2013
- Ai Mai Mi — Понока
- Chihayafuru 2 — Канаде Ое
- Suisei no Gargantia — Сая
- Golden Time — Нана Хаясіда (Лінда)
- Infinite Stratos 2 — Мадока Орімура
- Jewelpet — Росса
- Mangirl! — Сінобу Фудзіморі
- Nagi no Asukara — Тісакі Хірадайра
- OreShura — Ай Фуюмі
- Ro-Kyu-Bu! SS — Тае Місьодзі
- Senki Zessho Symphogear G — Кіріка Акацукі
- Senran Kagura — Йомі
- Senyuu — Лукі
- Senyu 2 — Лукі
- Servant x Service — Люсі (скорочено) Ямагамі
- Tokurei Sochi Dantai Stella Jogakuin Koutouka C3 Bu — Каріла Хацусе
- Super Seisyun Brothers — Мако Сайто
- Dog &amp; Scissors — Момідзі Хімехагі
- Machine-Doll wa Kizutsukanai — Ірорі
- Kakumeiki Valvrave — Айна Сакураї, Піно
- Kakumeiki Valvrave 2nd Season — Піно
- Yozakura Quartet — Ліла
- Yuyushiki — Тіхо Аікава

2014
- Ao Haru Ride — Юрі Макіта
- Captain Earth — Хана Муто
- Glasslip — Момо Сіросакі
- Gundam Build Fighters Try — Ері Сінода
- Kanojo ga Flag o Oraretara — Акане Махогасава
- Madan no Ou to Vanadis — Софія Обертас
- No Game No Life — Сіро
- Ookami Shoujo to Kuro Ouji — Аюмі Санда
- Romantica Clock — Акане Кадзія
- Selector Infected WIXOSS — Хітое Уемура
- Strike the Blood — Місакі Сасасакі
- Terra Formars — Шейла Левітт
- Witch Craft Works — Касумі Такамія
- Soredemo Sekai wa Utsukushii — Ніа Лемерсьє
- Shirobako — Рінко Огасавара, Муі Каяна

2015
- Absolute Duo — Сайлент Діва
- Akatsuki no Yona — Юно
- Aldnoah. Zero — Дарзана Магбаредж
- Aria the Scarlet Ammo AA — Сіно Сасакі
- Crayon Shin-chan — Юрі Хосіно
- DD Hokuto no Ken 2 — Реверко
- Fairy Tail — Кьока
- Shokugeki no Souma — Рьоко Сасакі
- Ghost in the Shell: Arise — Alternative Architecture — Емма
- Dungeon ni Deai o Motomeru no wa Machigatteiru Darou ka — Асфі Аль Андромеда
- Gochuumon wa Usagi Desuka? — Мотя Хото
- Joukamachi no Dandelion — Аой Сакурада
- Kyoukai no Rinne — Судзі Мінамі
- Fushigi na Somera-chan — Кономі (6 серія), Менусу, школярка, кішка
- Mikagura Gakuen Kumikyoku — Курумі Нарумі
- Miritari! — Сесілія
- Ore Monogatari! ! — Юкіка Амамі
- School-Live! — Мегумі Сакура
- Saenai Heroine no Sodatekata — Утаха Касумігаока
- Show by Rock! ! — Цукіно
- Soreike! Anpanman — Окаю-тян
- Senki Zesshou Symphogear — Кіріка Акацукі
- Ushio to Tora — Омаморі-сама
- Shigatsu wa Kimi no Uso — Нагі Айдзю

2016
- Kono Subarashii Sekai ni Shukufuku o! — Даркнесс
- Luck &amp; Logic — Сіорі Цуругі
- New Game! — Рін Тояма
- Amanchu! — Футаба Окі
- Tales of Zestiria the X — Аліша Діфда
- ReLIFE — Тідзуру Хісіро
- Shoujo-tachi wa Kouya wo Mezasu — Косака
- Arslan Senki — Ірина
- Flying Witch — Тіто
- Magi: Sinbad no Bouken — Серендіне Дікуменоулз Ду Партевіа
- Kindaichi Shounen no Jikenbo — Саяка Юкіхара (41 серія)
- Sangatsu no Lion — Акарі Кавамото
- Nijiiro Days — Нодзомі Мацунага
- Saiki Kusuo no Sai-nan — Кокомі Терухасі
- Danganronpa 3: The End of Kibougamine Gakuen — Мікан Цумікі

2017
- Hand Shakers — Рірі
- Kono Subarashii Sekai ni Shukufuku o! 2 — Даркнесс
- Tales of Zestiria the X (другий сезон) — Аліша Діфда
- Urara Meirochou — Ніна Нацуме
- Saenai Heroine no Sodatekata ♭ — Утаха Касумігаока
- New Game! ! — Рін Тояма
- Senki Zesshou Symphogear AXZ — Кіріка Акацукі
- UQ Holder! — Кіріе Сакураме

2019
- Do You Love Your Mom and Her Two-Hit Multi-Target Attacks? — Мамака Осукі
- Miru Tights — Юіко Окудзумі[4]

### Анімаційні фільми
- Girls und Panzer der Film (2015) — Саорі Такебе
- Glass no Hana to Kowasu Sekai (2016) — Суміре
- No Game No Life: Zero (2017) — Шуві Дола

### OVA
- Princess Resurrection (2010) — Савава Хійорімі
- Deadman Wonderland (2011) — Хіната Мукаі
- Kamisama Dolls (2011—2012) — Хібіно Сіба
- Yumekuri (2012) — Токура Усікі
- Rinne no Lagrange: Kamogawa Days (2012) — Мугінамі
- Code Geass: Boukoku no Akito (2012—2016) — Анна Клемент
- IS (Infinite Stratos) 2: Long Vacation Edition (2013) — М
- Yozakura Quartet: Tsuki ni Naku (2013) — Ві Ліла Еф
- Ghost in the Shell: Arise (2013—2015) — Емма Цуда
- Zetsumetsu Kigu Shoujo Amazing Twins (2014 року) — Кодзумі
- Girls und Panzer: Kore ga Hontou no Anzio-sen Desu! (2014 року) — Саорі Такебе
- Magi: Sinbad no Bouken (2014 року) — Серендіне Дікуменоулз Ду Партевіа
- Suisei no Gargantia: Meguru Kouro, Haruka (2014—2015) — Сая
- Sousei no Aquarion Love (2015) — Міконо Судзусіро
- Senran Kagura: Estival Versus -Mizugidarake no Zenyasai- (2015) — Йомі
- Aria the Avvenire (2015) — Аня
- Mobile Suit Gundam: The Origin (2016) — Зенна Мія
- Kono Subarashii Sekai ni Shukufuku o! (2016) — Даркнесс
- Yuyushiki (2017) — Тіхо Айкава
- Kono Subarashii Sekai ni Shukufuku o! (2017) — Даркнесс

### Відеоігри
- Arknights — Platinum
- Azur Lane — Кага, Граф Цепелін, Атаго
- Girls 'Frontline[en] — Kar98k, NTW-20, StG44

### Drama CD
- Manga de Wakaru Shinryounaika — Асуна Кангосі